# Palazzo Ariani
Palazzo Ariani, noto anche come Palazzo Ariani Minotto Cicogna (in veneziano, Palazzo Arian), è un palazzo di Venezia, situato nel sestiere di Dorsoduro, quasi di fronte alla chiesa dell'Angelo Raffaele e poco distante da San Sebastiano. Il vicino Ponte del Soccorso lo collega a Ca' Zenobio degli Armeni.

## Storia
Costruzione del XIII secolo ma di antica fondazione (si ha notizie di un Palazzo Ariani già dall'845), Palazzo Ariani fu dimora della famiglia Arian, ascritta al patriziato veneziano, fino alla sua estinzione, nel XVII secolo (ultimo erede fu Giacomo Arian), quando passò alla famiglia Pasqualigo. Dopo numerosi passaggi di proprietà la struttura finì a Lucia Cicogna, monaca che convertì l'edificio da dimora a collegio.
Dal 1870 Palazzo Ariani fu proprietà prima del comune di Venezia, poi della provincia; oggi vi ha sede l'Istituto Tecnico "Vendramin Corner".

## Architettura
Palazzo Ariani è un edificio di tre piani, tra i più antichi esempi di stile gotico della città. 
La facciata ha una notevole forometria al piano nobile, con la presenza di un'antica ed elegante esafora e, alla sua destra, di due monofore gotiche.
Va segnalata anche la presenza di una corte, parte cinta dall'edificio, parte chiusa dal muro che chiude l'estremità sinistra della facciata: dalla corte ha inizio una scalinata sostenuta da arconi a sesto acuto, che conduce ai piani superiori.